# Charkauka (obwód witebski)
Charkauka (biał. Харкаўка; ros. Харьковка, Charkowka, pol. hist. Charkówka) – wieś na Białorusi, w obwodzie witebskim, w rejonie orszańskim, w sielsowiecie Babiniczy, nad Dnieprem.

## Transport
Miejscowość położona jest przy głównej drodze wyjazdowej z Orszy w kierunku południowym.

## Historia
W XIX i w początkach XX w. wieś położona była w Rosji, w guberni mohylewskiej, w powiecie horeckim, w gminie Puhłaje. Następnie w granicach Związku Sowieckiego. Od 1991 w niepodległej Białorusi.